# Bosc Comunal de Canavelles
El Bosc Comunal de Canavelles és un bosc de domini públic del terme comunal de Canavelles, a la comarca del Conflent, de la Catalunya del Nord.
És un bosc petit, de 0,77 km², dividit en dues parts; la de més a orient és situada al nord-est del poble de Canavelles, en el vessant sud-est del Serrat de l'Home, davant, a l'altre costat de la vall i al nord-oest de Marians, a prop del límit amb la comuna d'Oleta i Èvol. La de ponent és al sud-oest del poble cap de la comuna, al nord d'Aigües Calents i de la carretera general, per tant, sempre a l'esquerra de la Tet. És en el vessant sud-est del Roc de Querangle. Les dues zones estan bastant separades entre si.
El bosc està sotmès a una explotació gestionada per la comuna de Canavelles, atès que es bosc és propietat comunal. Té el codi F16309G dins de l'ONF (Office national des forêts).